# Законы о конфискации наделов
Законы о конфискации наделов (яп. 上知令 агэти-рэй) — постановления 1843 года в Японии о конфискации и перераспределении земель вассалов сёгунатом Эдо, которые были приняты в ходе реформ годов Тэмпо.

## История
В период Эдо (1603—1867) законы о конфискации наделов издавались центральным правительством редко, в основном как способ наказания вассалов или ханов за тяжёлые проступки. Однако в ходе реформ Тэмпо их издание было вызвано желанием властей восстановить экономику страны и казну правящего дома. Именно поэтому сёгунат прибег к масштабным конфискациям, обещая предоставить своим подчинённым другие земли из своего земельного фонда. Режим стремился провести вместе с хозяйственными реформами политическую, усилив зависимость вассалов и ханов от себя.
Законы о конфискации наделов 1843 года были приняты на совещании сёгунского правительства по сильному настоянию старейшины Мидзуно Тадакуни, ответственного за реформаторский курс. 28 июня 1841 года была объявлена конфискация земель в «ближайшей округе Эдоского замка» города Эдо, а 15-ю днями позже — земель в «ближайшей округе Осакского замка» города Осака. 7 октября того же года правительство объявило о конфискации «ближайших земель Эдо и Осаки», а также упорядочении наделов всех японских даймё, которые были удалены от их основных владений.
Сёгунат стремился сосредоточить в своих руках богатые владения, с которых можно было собирать высокий налог. В обмен на эти земли вассалы и даймё получали целинные или малоприбыльные земли из правительственного фонда. Таким способом центральная власть пыталась усилить своё экономическое и политическое влияние в стране, особенно в районах крупнейших японских городов Эдо и Осаки. Принудительная же конфискация и упорядочение отдалённых наделов ханов должны были засвидетельствовать верховенство сёгунского дома в вопросах распределения земельных ресурсов Японии.
Однако масштаб кампании по конфискации земель и методы её проведения вызвали сильное сопротивление как в регионах, так и в правительстве. Из-за этого 30 октября того же года действие законов было приостановлено. 3 ноября инициатора принятия конфискационных постановлений, Мидзуно Тадакуни, сняли с должности старейшины и отправили в отставку. Это стало причиной провала реформ Тэмпо.